# 郡北站
郡北站（：／ Gunbuk yeok */?）是位于韩国庆尚南道咸安郡郡北面的一座鐵路站，属于庆全线。

## 历史
- 1923年12月1日 - 落成使用[1]。

## 相鄰車站
韓國鐵道公社
慶全線
咸安－郡北－班城